# Холден, Дуг
Альберт Дуглас Холден (англ. Albert Douglas Holden; 28 сентября 1930, Манчестер, Ланкашир — 7 апреля 2021) — английский футболист, выступавший на позиции крайнего полузащитника; известен преимущественно по играм за клуб «Болтон Уондерерс».

## Биография
Учился в школе Принцесс-Роуд, где и начинал игровую карьеру. Позже выступал за команду YMCA Манчестера в Ланкаширской любительской лиге, где играли также его трое братьев. В 1948 году приступил к тренировкам с «Болтон Уондерерс», играл за молодёжную сборную Англии и прошёл воинскую службу. В Центральной лиге успел сыграть 12 матчей за дубль «Болтона», прежде чем дебютировал официально в ноябре 1951 года в игре против «Ливерпуля». За свою карьеру он провёл 463 матча в составе «Болтона» во всех турнирах и забил 44 гола за карьеру. Дважды с ним он выходил в финал Кубка Англии: в 1953 году в упорной борьбе его команда проиграла «Блэкпулу» со счётом 3:4, а в 1958 году она стала обладателем Кубка, победив «Манчестер Юнайтед». До конца своих дней Холден оставался последним живым участником Финала Кубка Англии 1953 года. Как игрок характеризовался в качестве одного из лучших вингеров, умевший играть на обоих флангах, что высоко ценил тренер «Болтона» Билл Риддинг. Номинально числился левым вингером, но иногда перебегал на правый фланг, что приносило пользу команде. За сборную Англии Холден сыграл всего пять матчей в 1959 году: в марте того года сыграл за сборную Футбольной лиги Англии против Ирландской лиги, а через месяц провёл дебютную встречу против Шотландии. В том же году он отыграл в матчах против Италии, Бразилии, Перу и Мексики. В том же году был в заявке на игру против США в Лос-Анджелесе на стадионе «Ригли Филд», но на поле не вышел (англичане разгромили американцев 8:1).
За «Болтон» Холден отыграл 11 сезонов (из них 10 в Первом дивизионе Футбольной лиги), после чего перешёл выступать за команду «Престон Норт Энд», отличился в 1964 году в финале Кубка Англии против «Вест Хэм Юнайтед» (его команда тогда проиграла 2:3). Всего отыграл 89 матчей в Футбольной лиге за «Престон Норт Энд» и забил там 13 голов. Летом 1965 года уехал в Австралию, где играл за сиднейский клуб «Хакоах», карьеру завершил в 1968 году. В 1966 году сыграл неофициальный матч за вторую сборную Австралии против «Ромы». В дальнейшем тренировал австралийские команды, в 1970 году вернулся в Англию, где некоторое время работал с командой «Гримсби Таун». В июне 1972 года был назначен тренером клуба «Дартфорд» из Южной футбольной лиги: несмотря на выигрыш Кубка Kent Senior Cup, в августе 1973 года был уволен.

## Достижения
- Обладатель Кубка Англии: 1958[3]
- Финалист Кубка Англии: 1953, 1964[3]